# Spathoglottis paulinae
Spathoglottis paulinae là một loài lan trong chi Spathoglottis.